# Ayres Gomes da Silva
Aires Gomes da Silva naquit dans une des familles les mieux considérées de la Péninsule Ibérique issue des rois de Léon. Le nom se consolida dans la descendance de Paio Guterres da Silva, homme riche, gouverneur de beaucoup de terres sous le règne d'Alphonse VI de Castille(1065-1109).
À l´époque des rois de Portugal, Ferdinand (1367-1383) et Jean Ier (1385-1433), Gonçalo Gomes da Silva et João Gomes da Silva, arrière-grand-père et grand-père d'Aires Gomes da Silva, furent décorés pour leurs actions et leur bravoure.
Aires Gomes da Silva était le fils de Pero da Silva qui était bâtard de Jean da Silva, porte-étendard du roi Jean Ier.  Il fut au Brésil et, comme Cabral  et Simon de Miranda embarqua un indigène pour lui servir de page.
Il mourut le 24 mai 1500, sur la route du Cap de Bonne-Espérance quand, avec trois autres, son embarcation naufragea dans une violente tempête.

## Source
- (pt) Cet article est partiellement ou en totalité issu de l’article de Wikipédia en portugais intitulé « Aires Gomes da Silva » (voir la liste des auteurs).